# SM UC-16
SM UC-16 – niemiecki podwodny stawiacz min z okresu I wojny światowej, prototypowa jednostka typu UC II. Zwodowany 1 lutego 1916 roku w stoczni Blohm & Voss w Hamburgu, został przyjęty do służby w Kaiserliche Marine 18 czerwca 1916 roku. W trakcie służby operacyjnej we Flotylli Flandria okręt odbył 13 patroli bojowych, podczas których zatopił 43 statki o łącznej pojemności 43 914 BRT (w tym duży brytyjski transatlantyk „Alaunia” o pojemności 13 405 BRT), a sześć statków o łącznej pojemności 24 884 BRT zostało uszkodzonych. SM UC-16 zaginął 4 października 1917 roku, prawdopodobnie po wejściu na minę na północ od Zeebrugge.

## Projekt i budowa
Dokonania pierwszych niemieckich podwodnych stawiaczy min typu UC I, a także niedostatki tej konstrukcji skłoniły dowództwo Cesarskiej Marynarki Wojennej z admirałem von Tirpitzem na czele do działań mających na celu budowę nowego, znacznie większego i doskonalszego typu okrętów podwodnych. Opracowany latem 1915 roku projekt okrętu, oznaczonego później jako typ UC II, tworzony był równolegle z projektem przybrzeżnego torpedowego okrętu podwodnego typu UB II. Głównymi zmianami w stosunku do poprzednika były: instalacja wyrzutni torpedowych i działa pokładowego, zwiększenie mocy i niezawodności siłowni oraz wzrost prędkości i zasięgu jednostki, kosztem rezygnacji z możliwości łatwego transportu kolejowego (ze względu na powiększone rozmiary).
Przyszły UC-16 zamówiony został 29 sierpnia 1915 roku jako prototypowa jednostka z I serii okrętów typu UC II (numer projektu 41, nadany przez Inspektorat U-Bootów), w ramach wojennego programu rozbudowy floty. Został zbudowany w stoczni Blohm & Voss w Hamburgu jako pierwszy z 24 okrętów tego typu zamówionych w tej wytwórni. Stocznia oszacowała czas budowy okrętu na 8 miesięcy. UC-16 otrzymał numer stoczniowy 266 (Werk 266). Okręt został zwodowany 1 lutego 1916 roku. Koszt budowy okrętu wyniósł 1 mln 729 tys. marek.

## Dane taktyczno-techniczne
UC-16 był średniej wielkości przybrzeżnym okrętem podwodnym o konstrukcji dwukadłubowej. Długość całkowita wynosiła 49,35 metra, szerokość 5,22 m i zanurzenie 3,68 m (wykonany ze stali kadłub sztywny miał 39,3 m długości i 3,65 m szerokości). Wysokość (od stępki do szczytu kiosku) wynosiła 7,46 metra. Wyporność w położeniu nawodnym wynosiła 417 ton, a w zanurzeniu 493 tony. Jednostka miała wysoki, ostry dziób przystosowany do przecinania sieci przeciwpodwodnych, a do jej wnętrza prowadziły trzy luki, zlokalizowane przed kioskiem, w kiosku i w części rufowej, prowadzący do maszynowni. Cylindryczny kiosk miał średnicę 1,4 m i wysokość 1,8 m, obudowany był opływową osłoną. Okręt napędzany był na powierzchni przez dwa 6-cylindrowe, czterosuwowe silniki Diesla MAN S6V23/34 o łącznej mocy 500 koni mechanicznych (KM), a pod wodą poruszał się dzięki dwóm silnikom elektrycznym BBC o łącznej mocy 460 KM. Dwa wały napędowe poruszające dwoma wykonanymi z brązu manganowego śrubami (o średnicy 1,9 m i skoku 0,9 m) zapewniały prędkość 11,5 węzła na powierzchni i 7 węzłów w zanurzeniu. Zasięg wynosił 9250 Mm przy prędkości 7 węzłów w położeniu nawodnym oraz 54 Mm przy prędkości 4 węzłów pod wodą. Zbiorniki paliwa mieściły 63 tony oleju napędowego, a energia elektryczna magazynowana była w dwóch bateriach akumulatorów 26 MAS po 62 ogniwa, zlokalizowanych pod przednim i tylnym pomieszczeniem mieszkalnym załogi.
Okręt miał siedem zewnętrznych zbiorników balastowych. Dopuszczalna głębokość zanurzenia wynosiła 50 metrów, a czas zanurzenia 40 s. Głównym uzbrojeniem okrętu było 18 min kotwicznych typu UC/200 w sześciu skośnych szybach minowych o średnicy 100 cm, usytuowanych w podwyższonej części dziobowej jeden za drugim w osi symetrii okrętu, pod kątem do tyłu (sposób stawiania – „pod siebie”). Układ ten powodował, że miny trzeba było stawiać na zaplanowanej przed rejsem głębokości, gdyż na morzu nie było do nich dostępu, co znacznie zmniejszało skuteczność okrętów. Uzbrojenie uzupełniały dwie zewnętrzne wyrzutnie torped kalibru 500 mm (umiejscowione powyżej linii wodnej na dziobie, po obu stronach szybów minowych), jedna wewnętrzna wyrzutnia torped kal. 500 mm na rufie (z łącznym zapasem 7 torped) oraz umieszczone przed kioskiem działo pokładowe kal. 88 mm L/30, z zapasem amunicji wynoszącym 130 naboi. Okręt wyposażony był w dwa peryskopy Zeissa: wachtowy i bojowy oraz radiostację z podnoszonym masztem o wysokości 10 metrów. Wyposażenie uzupełniała kotwica grzybkowa o masie 272 kg . Załoga okrętu składała się z 3 oficerów oraz 23 podoficerów i marynarzy.

## Przebieg służby

### 1916 rok
SM UC-16 został wcielony do służby w Kaiserliche Marine 26 czerwca 1916 roku. Tego dnia dowódcą U-Boota mianowany został por. mar. Egon von Werner, wcześniej dowodzący UC-1, a okręt włączono do Flotylli Flandria w dniu 11 września. 23 września załoga okrętu odniosła pierwszy sukces, topiąc (w odległości ok. 40 Mm od latarniowca „Spurn”, na przybliżonej pozycji 53°12′N 1°10′E/53,200000 1,166667) za pomocą działa pokładowego 11 brytyjskich trawlerów: „Andromeda” (149 BRT), „Beechwold” (129 BRT), „Britannia III” (138 BRT), „Cockatrice” (115 BRT), „Mercury” (183 BRT), „Phoenix” (117 BRT), „Refino” (182 BRT), „Rego” (176 BRT), „Restless” (125 BRT), „Viella” (144 BRT) i „Weelsby” (122 BRT). 19 października na postawione przez okręt miny wszedł zbudowany w 1913 roku duży brytyjski transatlantyk „Alaunia” (13 405 BRT), płynący z ładunkiem drobnicy z Nowego Jorku do Londynu, który zatonął ze stratą 2 członków załogi na wodach kanału La Manche nieopodal Hastings. Trzy dni później na pozycji 50°41′N 0°16′W/50,683333 -0,266667 zatonął holenderski parowiec „Fortuna” (1254 BRT), płynący pod balastem z Rotterdamu do Cardiff. Kolejne sukcesy UC-16 miały miejsce 11 listopada: 30 Mm na południowy wschód od Start Point zatopiony został norweski parowiec „Daphne” (1388 BRT), transportujący węgiel na trasie Newport – Rouen, a 9 Mm od Start Point zatrzymano i po zdjęciu załogi zatopiono kuter rybacki „Veronica” (27 BRT). Następnie okręt dotarł do zachodnich wybrzeży Bretanii, gdzie w dniach 13-16 listopada zatrzymał i zatopił 5 niewielkich francuskich jednostek: na pozycji 47°37′N 5°20′W/47,616667 -5,333333 szkuner „Marie Therese” (156 BRT); nieopodal Ouessant szkuner „Notre Dame De Bon Secours” (81 BRT), płynący ze Swansea do Quimper; na zachód od Pointe du Raz trzymasztowy szkuner „Nominoe” (327 BRT); na tych samych wodach płynący ze Swansea do La Rochelle szkuner „Salangane” (125 BRT) oraz, 14 Mm na północny zachód od Île-de-Batz, szkuner „Lobelia” (80 BRT). 16 listopada na minę wszedł również brytyjski parowiec „Vasco” (1914 BRT), płynący z Hull do Naples z ładunkiem drobnicy, który zatonął ze stratą 17 członków załogi (w tym kapitana) na pozycji 50°43′N 0°02′W/50,716667 -0,033333. W tej samej okolicy 26 listopada uszkodzeń na minie doznał nowy norweski tankowiec „Caloric” (7012 BRT), płynący z Portsmouth do Tyne. Kolejnym statkiem, który ocalał po wejściu na postawioną przez UC-16 minę, był zbudowany w 1902 roku brytyjski parowiec „Suffolk” (7573 BRT), płynący z Londynu do Devonport (został uszkodzony 28 grudnia nieopodal Selsey, bez strat w ludziach). Dwa dni później szczęście miał także brytyjski tankowiec „Aspenleaf” (7535 BRT), przewożący olej opałowy z Port Arthur do Portsmouth, który bez strat w załodze jedynie doznał uszkodzeń na pozycji 50°37′N 0°34′W/50,616667 -0,566667.

### 1917 rok
Na kolejny patrol okręt wypłynął już w nowym roku, płynąc w kierunku atlantyckich wybrzeży Bretanii. Pierwszy sukces załoga okrętu odniosła 18 stycznia, kiedy to w kanale La Manche (60 Mm od wyspy Jersey) zatopiono włoski parowiec „Taormina” (2457 BRT), płynący z ładunkiem rudy żelaza z Huelva do Newport (nikt nie zginął). Następnego dnia ofiarami UC-16 stały się trzy norweskie parowce: „Anna” (1237 BRT), przewożący trawę esparto z Almeríi do Glasgow (bez strat w ludziach, na pozycji 48°29′N 7°12′W/48,483333 -7,200000); „Reinunga” (1147 BRT), także płynący z ładunkiem esparto z Arziw do Glasgow, na pozycji 49°08′N 7°50′W/49,133333 -7,833333 (nikt nie zginął) oraz „Theresdal” (1762 BRT), przewożący orzeszki ziemne na trasie Bathurst – Liverpool (bez strat w załodze, na pozycji 48°09′N 8°00′W/48,150000 -8,000000). 21 stycznia okręt nieopodal Scilly zatrzymał i zatopił francuski szkuner „Couronne” (169 BRT) – choć załoga zeszła do łodzi ratunkowych, nigdy ich nie odnaleziono. Dzień później na minie postawionej uprzednio w okolicy Hastings uszkodzeń doznał zbudowany w 1912 roku holenderski tankowiec „Juno” o pojemności 2345 BRT (na pozycji 50°45′N 0°38′E/50,750000 0,633333). Ostatnim sukcesem odniesionym podczas tej misji było zatopienie 23 stycznia nieopodal Île d’Yeu norweskiego parowca „Ymer” (1123 BRT), przewożącego rudę żelaza na trasie Santander – Middlesbrough (zginęło 18 osób).
Z dniem 1 lutego, rozkazem szefa sztabu admiralicji niemieckiej z 12 stycznia tego roku, U-Booty należące do czterech flotylli Hochseeflotte, Flotylli Flandria i Flotylli Pola rozpoczęły nieograniczoną wojnę podwodną. 15 lutego na postawioną jeszcze w październiku 1916 roku minę weszła zbudowana w 1885 roku brytyjska pogłębiarka „Leven” (775 BRT), która zatonęła bez strat w ludziach w okolicy Newhaven.
Podczas następnego patrolu w dniach 25 lutego – 3 marca UC-16 postawił trzy zagrody minowe u wschodnich wybrzeży Wielkiej Brytanii. 26 lutego na pole minowe weszły dwie brytyjskie jednostki: mały parowiec „Sea Gull” (144 BRT), płynący z ładunkiem drobnicy z Londynu do Boulogne, który zatonął 4 Mm na południowy wschód od Folkestone (na pokładzie zginęły dwie osoby) oraz (na pozycji 51°01′40″N 1°14′40″E/51,027778 1,244444) uzbrojony trawler HMT „St. Germain” (307 ts), który uratowano osadzając na mieliźnie (śmierć poniósł jeden członek załogi). Na kolejnym patrolu trwającym od 10 do 16 marca okręt znów postawił 3 zagrody minowe. 15 marca ofiarą tych min stał się na północ od Saint-Valery-en-Caux (na pozycji 49°55′N 0°42′E/49,916667 0,700000) brytyjski parowiec „Coonagh” (1412 BRT), transportujący półprodukty stalowe i rudę żelaza na trasie Middlesbrough – Rouen, który zatonął z całą, liczącą 10 osób załogą. Miesiąc później (20 kwietnia) okręt stoczył w kanale La Manche artyleryjską potyczkę z brytyjskim statkiem-pułapką (Q-ship) HMS „Glen” (112 ts) – drewnianym szkunerem z pomocniczym napędem, która zakończyła się uszkodzeniem brytyjskiego okrętu.
14 kwietnia 1916 roku nastąpiła zmiana na stanowisku kapitana okrętu: por. mar. Egon von Werner został zastąpiony przez por. mar. Georga Reimarusa. Pierwsze sukcesy pod nowym dowództwem załoga UC-16 odniosła w dniach 27-28 lipca 1917 roku, kiedy to u wybrzeży Holandii (pomiędzy Zandvoort a IJmuiden) okręt zatrzymał i po zdjęciu załóg zatopił ogniem z działa pokładowego siedem holenderskich kutrów rybackich: „Dirk” (81 BRT), „Dirk van Duyne” (116 BRT), „Jan” (104 BRT), „Majoor Thomson” (110 BRT), „President Commissaris van den Burgh” (111 BRT), „Sterna III” (111 BRT) i „Neptunus I” (80 BRT). Kolejny patrol okręt odbył u wschodnich wybrzeży Anglii, zatapiając torpedą 16 sierpnia nieopodal Flamborough brytyjski parowiec „Manchester Engineer” (4465 BRT), płynący z ładunkiem węgla z South Shields do Saint-Nazaire (nikt nie zginął). Następnego dnia ofiarą UC-16 stał się brytyjski kuter rybacki (kecz) „Susie” (41 BRT), który ze stratą jednego marynarza zatonął 10 Mm na północny wschód od Scarborough. 18 sierpnia dwie mile morskie na wschód od Filey okręt za pomocą torpedy zatopił też brytyjski parowiec „Ardens” (1274 BRT), przewożący węgiel na trasie South Shields – Londyn (zginął jeden członek załogi).
Na następną misję UC-16 wyszedł na początku września, kierując się w stronę atlantyckich wybrzeży Bretanii. 4 września pośrodku Kanału, 30 Mm na południowy wschód od wyspy Wight (na pozycji 50°08′N 0°57′W/50,133333 -0,950000) okręt storpedował brytyjski parowiec „Bishopston” (2513 BRT), płynący bez ładunku z Hawru do Portsmouth, który zatonął tracąc dwóch członków załogi. 7 września, 35 Mm na zachód od Bishop Rock (na pozycji 49°30′N 7°08′W/49,500000 -7,133333), UC-16 zatopił ogniem artyleryjskim brytyjski duży czteromasztowy bark „Hinemoa” (2283 BRT), płynący z Falmouth do Nowego Jorku (załoga została uratowana). Tego samego dnia jego los podzielił norweski czteromasztowy bark „Vestfjeld” (2063 BRT), przewożący drobnicę z Nowego Orleanu do Hawru, który został zatrzymany i zatopiony 40 Mm na południowy zachód od Bishop Rock.
4 października 1917 roku okręt zaginął wraz z całą załogą – prawdopodobnie zatonął na brytyjskiej zagrodzie minowej w okolicy Zeebrugge u wybrzeży Flandrii. Inne opracowania podają, że UC-16 został zatopiony 23 października 1917 roku nieopodal Selsey przez brytyjski niszczyciel HMS „Melampus”.

## Podsumowanie działalności bojowej
SM UC-16 wykonał łącznie 13 patroli bojowych, podczas których zatopił 43 statki o łącznej pojemności 43 914 BRT, a sześć statków o łącznej pojemności 24 884 BRT zostało uszkodzonych. Na pokładach zatopionych jednostek zginęły co najmniej 54 osoby, w tym 18 na norweskim parowcu „Dhoon”. Pełne zestawienie strat przedstawia poniższa tabela:
| Data                 | Nazwa                                 | Państwo         | Tonaż       | Los jednostki |
| -------------------- | ------------------------------------- | --------------- | ----------- | ------------- |
| 23 września 1916     | „Andromeda”                           | Wielka Brytania | 149         | zatopiony     |
| 23 września 1916     | „Beechwold”                           | Wielka Brytania | 129         | zatopiony     |
| 23 września 1916     | „Britannia III”                       | Wielka Brytania | 138         | zatopiony     |
| 23 września 1916     | „Cockatrice”                          | Wielka Brytania | 115         | zatopiony     |
| 23 września 1916     | „Mercury”                             | Wielka Brytania | 183         | zatopiony     |
| 23 września 1916     | „Phoenix”                             | Wielka Brytania | 117         | zatopiony     |
| 23 września 1916     | „Refino”                              | Wielka Brytania | 182         | zatopiony     |
| 23 września 1916     | „Rego”                                | Wielka Brytania | 176         | zatopiony     |
| 23 września 1916     | „Restless”                            | Wielka Brytania | 125         | zatopiony     |
| 23 września 1916     | „Viella”                              | Wielka Brytania | 144         | zatopiony     |
| 23 września 1916     | „Weelsby”                             | Wielka Brytania | 122         | zatopiony     |
| 19 października 1916 | „Alaunia”                             | Wielka Brytania | 13 405      | zatopiony     |
| 22 października 1916 | „Fortuna”                             | Holandia        | 1254        | zatopiony     |
| 11 listopada 1916    | „Daphne”                              | Norwegia        | 1388        | zatopiony     |
| 11 listopada 1916    | „Veronica”                            | Wielka Brytania | 27          | zatopiony     |
| 13 listopada 1916    | „Marie Therese”                       | Francja         | 156         | zatopiony     |
| 14 listopada 1916    | „Notre Dame De Bon Secours”           | Francja         | 81          | zatopiony     |
| 14 listopada 1916    | „Nominoe”                             | Francja         | 327         | zatopiony     |
| 14 listopada 1916    | „Salangane”                           | Francja         | 125         | zatopiony     |
| 16 listopada 1916    | „Lobelia”                             | Francja         | 80          | zatopiony     |
| 16 listopada 1916    | „Vasco”                               | Wielka Brytania | 1914        | zatopiony     |
| 26 listopada 1916    | „Caloric”                             | Norwegia        | 7012        | uszkodzony    |
| 28 grudnia 1916      | „Suffolk”                             | Wielka Brytania | 7573        | uszkodzony    |
| 30 grudnia 1916      | „Aspenleaf”                           | Wielka Brytania | 7535        | uszkodzony    |
| 18 stycznia 1917     | „Taormina”                            | Włochy          | 2457        | zatopiony     |
| 19 stycznia 1917     | „Anna”                                | Norwegia        | 1237        | zatopiony     |
| 19 stycznia 1917     | „Reinunga”                            | Norwegia        | 1147        | zatopiony     |
| 19 stycznia 1917     | „Theresdal”                           | Norwegia        | 1762        | zatopiony     |
| 21 stycznia 1917     | „Couronne”                            | Francja         | 169         | zatopiony     |
| 22 stycznia 1917     | „Juno”                                | Holandia        | 2345        | uszkodzony    |
| 23 stycznia 1917     | „Ymer”                                | Norwegia        | 1123        | zatopiony     |
| 15 lutego 1917       | „Leven”                               | Wielka Brytania | 775         | zatopiony     |
| 26 lutego 1917       | „Sea Gull”                            | Wielka Brytania | 144         | zatopiony     |
| 26 lutego 1917       | HMT „St. Germain”                     | Royal Navy      | 307         | uszkodzony    |
| 15 marca 1917        | „Coonagh”                             | Wielka Brytania | 1412        | zatopiony     |
| 20 kwietnia 1917     | HMS „Glen”                            | Royal Navy      | 112         | uszkodzony    |
| 27 lipca 1917        | „Dirk”                                | Holandia        | 81          | zatopiony     |
| 27 lipca 1917        | „Dirk van Duyne”                      | Holandia        | 116         | zatopiony     |
| 27 lipca 1917        | „Jan”                                 | Holandia        | 104         | zatopiony     |
| 27 lipca 1917        | „Majoor Thomson”                      | Holandia        | 110         | zatopiony     |
| 27 lipca 1917        | „President Commissaris van den Burgh” | Holandia        | 111         | zatopiony     |
| 27 lipca 1917        | „Sterna III”                          | Holandia        | 111         | zatopiony     |
| 28 lipca 1917        | „Neptunus I”                          | Holandia        | 80          | zatopiony     |
| 16 sierpnia 1917     | „Manchester Engineer”                 | Wielka Brytania | 4465        | zatopiony     |
| 17 sierpnia 1917     | „Susie”                               | Wielka Brytania | 41          | zatopiony     |
| 18 sierpnia 1917     | „Ardens”                              | Wielka Brytania | 1274        | zatopiony     |
| 4 września 1917      | „Bishopston”                          | Wielka Brytania | 2513        | zatopiony     |
| 7 września 1917      | „Hinemoa”                             | Wielka Brytania | 2283        | zatopiony     |
| 7 września 1917      | „Vestfjeld”                           | Norwegia        | 2063        | zatopiony     |
| RAZEM                | RAZEM                                 | zatopione:      | zatopione:  | 43            |
| RAZEM                | RAZEM                                 | uszkodzone:     | uszkodzone: | 6             |